# カール・オット・ルノウルヴソン
カール・オット・ルノウルヴソン(Karl Ottó Runólfsson 原語の発音；カルル・オット・ルノルフッソン、1900年10月24日 - 1970年11月29日)はアイスランドの作曲家。
レイキャヴィーク出身。レイキャヴィーク音楽院とデンマーク音楽アカデミーで学んだ。ラジオ・オーケストラでトランペット奏者として活動していたが、1939年にレイキャヴィーク音楽院の教授に就任した。1950年にアイスランド交響楽団が創設されると、再びトランペット奏者として活動するようになった。またアイスランドの音楽生活の向上に努め、様々なアマチュアオーケストラやアンサンブルで指揮者を務めた。
作品には交響曲『エシャン山』、組曲『十字路で』、ヴァイオリン・ソナタ、トランペット・ソナタ、合唱曲、歌曲、劇付随音楽があり、特にアイスランドでは歌曲が知られている。